# Ŏ
Az Ŏ (kisbetűs alakja: ŏ), vagy O brevével, a latin ábécé egyik betűje, melyet több nyelv ALA-LC átírásában is használnak. Ilyen a hindi, a lepcsa, a limbu és a mokcsa. Ezen kívül a BGN/PCGN használja a khmer és a  shan átírásakor is. A koreai nyelv romanizációjakor a McCune–Reischauer-átírásban is előfordul. Részei az O betű és a breve diakritikus jel.

## Használata
A McCune–Reischauer-átírásban, mellyel a koreai nyelv betűit írják át  a latin ábécé betűire, az ŏ a hangulban 어 jellel jelölt ʌ hangot írják le.  A koreai nyelv átdolgozott latin betűs átírásában ennek a hangnak a jelölésére azeo jelet használják.

## Karakterkódolás
Az I brevével karaktert a következő Unicode-okkal lehet megjeleníteni:
| Karakterkészlet | Kisbetű (ŏ) | Nagybetű (Ŏ) |
| --------------- | ----------- | ------------ |
| Unicode         | U+014E      | U+014F       |

## Lásd még
- Breve
- Latin ábécé
- O